# Инокентий IV
Папа Инокентий IV (на латински: Innocentius.PP.IV), роден Синибалдо Фиески (на италиански: Sinibaldo Fieschi) е папа от 1243 г. до смъртта си през 1254 г.
Инокентий IV е роден в Генуа около 1195 г. Получава образованието си в Болоня, където завършва канонично право. Въвеждането му в духовен сан става през 1227 г., след което бързо се изкачва по стълбата на църковната йерархия: през 1237 г. става кардинал, а през 1247 г. е избран за папа.
Понтификатът на Инокентий IV е белязан с усилената борба на Ватикана за утвърждаването на върховенството на църковната власт над светската. Инокентий IV продължава политиката на своите предшественици срещу отлъчения от църквата император Фридрих II и я довежда докрай. Дори след като през 1245 г. Вселенски събор провъзгласява смъкването на императора, папа Инокентий IV го обявява за еретик и остава отявлен враг на Хоенщауфените до края на живота си, което има фатални последствия за папската политика в Египет и допринася за неуспеха на Седмия кръстоносен поход. След свалянето на императора между рицарите в Египет настъпват разногласия и раздори, което става причина за завладяването на Египет от селджукските турци през 1244 г. Седмият кръстоносен поход е организиран от Инокентий IV през 1248 г. и завършва през 1254 г. с пълен разгром на рицарите начело с френския крал Луи IX при Мансура.
По време на монголската инвазия в Русия папа Инокентий IV не само проявява пълно равнодушие към съдбата на Източна Европа, но се опитва да използва ситуацията за разпространяването на папското влияние в Източна Европа и в Монголската империя чрез дейността на мисионери. Целта на папата е насочването на монголците срещу селджуксите турци и Никейската империя, които заплашват кръстоносците на Изток.
Като носител на идеята, че римският папа е представител на духовното единство на Църквата, Инокентий IV полага големи усилия за прокарването й. През 1253 г. той основава първото мисионерско общество на „peregrinantes propter Christum“, съставено основно от францисканци и доминиканци, със задача да пропагандират католицизма по пътя на убеждението. Запазените от негово време писма и извлечения от решения на събори хвърлят обилна светлина върху усилията на папа Инокентий IV за приобщаването на България към Римокатолическата църква и върху дейността на францисканските и доминиканските мисионери на нейна територия, а също и върху борбата на папството срещу богомилите в Босна.